# 秋田県立農業科学館
秋田県立農業科学館（あきたけんりつのうぎょうかがくかん、英: Akita Prefectural Museum of Agricultural Science）は秋田県大仙市にある博物館。愛称はサン・アグリン。

## 概要
秋田県立農業科学館は、農業県秋田で培われてきた、環境・栽培技術、農村の姿を科学的な視点から紹介する科学館である。また、生涯学習の拠点として、園芸・ハーブ・活け花などの各種教室も行われている。
地上2階建て。第一展示室においては農村の1年を祭事とともに紹介する「土と人々の暮らし」や、仙北地方の灌漑事業の歴史など地域の農業のあゆみを、第二展示室ではイネの生育過程など現代の農業を紹介している。
このほか、熱帯温室がある。屋外ではバラ園、果樹園のほか、田沢湖町（現・仙北市）から移築した曲屋（旧伊藤家住宅、国の登録有形文化財）がある。

## 歴史
1991年（平成3年）5月22日に開館。開通を控えた秋田自動車道・大曲IC近く、大仙市総合公園や大曲ファミリースキー場などを含む「わくわくランド」と称するエリアの中心に整備された。大曲田園都市総合環境整備事業プロジェクトの一環であり、自治省のふるさとづくり特別対策事業が活用された。
2007年（平成19年）9月22日にリニューアルオープン。愛称が「サン・アグリン」と名づけられる。

## 入館料・開館時間等
- 開館時間 9:30-16:30（11月1日から3月31日までの期間は16:00まで）
- 休館日 12月28-31日および毎週月曜日（祝日の場合はその翌日）
- 入館無料

## 建物
丸い屋根が特徴の直線状の建物である。エントランスホールが展示室棟と熱帯温室を繋ぐ位置にある。

### 建築概要
- 建築面積 3,949 m2[5]
- 延床面積 4,699 m2[5]
- 構造 RC造（一部鉄骨造、木造）[1]
- 階数 地上1階 地下1階[1]

## 交通
公共交通
JR大曲駅より西へ約6 km
大曲地域乗合タクシー中山線（平日のみ運行）「農業科学館前」バス停より徒歩すぐ
自動車
E46 秋田自動車道 大曲ICから約5分
大曲西道路 山根ICから約2分

## 周辺
- 大仙市営大曲球場
- 大仙市総合公園
- 大曲ファミリースキー場
- 山の手温泉